# Coverdale (Nuevo Brunswick)
Coverdale es una parroquia canadiense situada en la provincia de Nuevo Brunswick.

## Superficie
Coverdale tiene una superficie de 236 km².

## Demografía
En 2021, tenía 4766 habitantes, una densidad poblacional de 20,2 hab./km², y 1919 viviendas.